# Accinctapubes chionophoralis
Accinctapubes chionophoralis is een vlinder uit de familie van de snuitmotten (Pyralidae). De wetenschappelijke naam van de soort is voor het eerst geldig gepubliceerd in 1906 door Hampson.
De vlinder heeft een voorvleugellengte van 1,2 tot 1,5 centimeter. De soort komt voor van Peru en het zuiden van Brazilië tot Costa Rica.